# (2053) Nuki
(2053) Nuki es un asteroide perteneciente al cinturón de asteroides descubierto por Richard Martin West el 24 de octubre de 1976 desde el Observatorio de La Silla, Chile.

## Designación y nombre
Nuki recibió al principio la designación de 1976 UO.
Posteriormente se nombró en honor de Nodari West, hijo del descubridor.

## Características orbitales
Nuki orbita a una distancia media de 2,802 ua del Sol, pudiendo acercarse hasta 2,398 ua y alejarse hasta 3,206 ua. Tiene una excentricidad de 0,1442 y una inclinación orbital de 8,502°. Emplea en completar una órbita alrededor del Sol 1713 días.